# József Munk
József Munk (ur. 30 listopada 1890 w Budapeszcie, zm. ?) – węgierski pływak żydowskiego pochodzenia specjalizujący się w stylu dowolnym, wicemistrz olimpijski (1908).
Podczas igrzysk olimpijskich w Londynie w 1908 roku wraz z Zoltánem Halmayem, Bélą Las-Torresem i Imrem Zachárem zdobył srebrny medal w wyścigu sztafet 4 × 200 m stylem dowolnym. Indywidualnie startował na dystansie 100 m stylem dowolnym, ale nie udało mu się zakwalifikować do półfinałów.
Podczas I wojny światowej został wzięty do niewoli w Rosji. Po wojnie pozostał w Związku Radzieckim, zmienił nazwisko na Mikulski i pracował jako inżynier elektryk. W czasie II wojny światowej był tłumaczem lokalnego dowództwa niemieckiego.